# Natada
Natada is een geslacht van vlinders van de familie slakrupsvlinders (Limacodidae).

## Soorten
- N. amicta Swinhoe, 1906
- N. arpi Dyar, 1908
- N. barranca Schaus, 1920
- N. basalis Walker, 1855
- N. caliginosa West, 1940
- N. caria (Druce, 1887)
- N. cephica Swinhoe, 1890
- N. cochuba Schaus, 1900
- N. convergens (Walker, 1855)
- N. chrysaspis Hampson, 1910
- N. daona (Druce, 1887)
- N. deba Dyar, 1906
- N. desperata Hering, 1928
- N. fulvidorsia Hampson, 1910
- N. fulvimixta Hampson, 1910
- N. furva Wileman, 1911
- N. fusca (Druce, 1887)
- N. fuscodivisa Dognin, 1910
- N. griseimargo Hering, 1931
- N. incandescens Dyar, 1906
- N. increscens Dyar, 1906
- N. julia Druce, 1887
- N. kochi Janse, 1964

- N. lucens (Walker, 1855)
- N. lutea Pagenstecher, 1890
- N. michorta Dyar, 1912
- N. miradora Dyar, 1921
- N. molicula Dognin, 1911
- N. mycalia (Stoll, 1790)
- N. nasoni (Grote, 1876)
- N. nindla Dyar, 1912
- N. nucea (Dognin, 1920)
- N. orthosioides (Walker, 1862)
- N. perpectinata Dyar, 1906
- N. pucara (Dognin, 1893)
- N. quadrata (Walker, 1855)
- N. rufescens Walker, 1855
- N. scopelata (Jones, 1921)
- N. simois (Stoll, 1780)
- N. styx Dyar, 1927
- N. subpectinata Dyar, 1906
- N. sufficiens Dyar, 1906
- N. takemurai Inoue, 1986
- N. tuaranensis Holloway, 1976
- N. ulaula Dyar, 1927
- N. undina Druce, 1887